# 貝里亞爾河
貝里亞爾河是印度的河流，位於該國南部，流經泰米爾納德邦和喀拉拉邦，河道全長244公里，流域面積5,398平方公里，平均流量每秒295立方米。
10°10′36″N 76°09′46″E / 10.17667°N 76.16278°E